# .wf
wf. هو نطاق إنترنت من صِنف مستوى النطاقات العُليا في ترميز الدول والمناطق، للمواقع التي تنتمي إلى والس وفوتانا (مستعمرة فرنسية في المحيط الهادي).